# Remicourt (Vosges)
Remicourt é uma comuna francesa na região administrativa do Grande Leste, no departamento de Vosges. Estende-se por uma área de 4.22 km². Em 2010 a comuna tinha 65 habitantes (densidade: 15,4 hab./km²).